# Enric Ras i Oliva
Enric Ras i Oliva (Tarragona, 23 de febrer de 1915 1915 - Benicarló, 19 d'abril de 2007) ha estat un enginyer i científic català.
Es llicencià en enginyeria industrial i en ciències exactes a la Universitat de Barcelona. Ha estat catedràtic d'Electrotècnia a l'Escola d'Enginyers Industrials de la Universitat Politècnica de Catalunya. També s'ha dedicat a la tecnologia aplicada a la indústria privada (fou director d'AEG a Espanya) i fou membre de l'Institut d'Estudis Catalans des del 1978.
Ha estat president de l'Associació d'Enginyers Industrials de Barcelona i membre de l'Acadèmia de Ciències i Arts. Ha rebut la Creu d'Alfons el Savi, la Medalla d'Or al mèrit electrotècnic de l'Associació d'Electrotècnia Espanyola. La Generalitat de Catalunya li atorgà la Medalla Narcís Monturiol l'any 1986 i la Creu de Sant Jordi el 1992. Ha escrit nombrosos llibres de text i ha traduït de l'alemany tractats electrònics.

## Obres
- Teoría de líneas eléctricas  (1973)
- Transformadores de potencia, de medida y protección (1978)
- Teoría de circuitos (1988)
- Diccionario conceptual de electrotecnia (1989-1992)
- Diccionari multilingüe de l'electrotecnia (1996)